# 4e régiment suisse
Le 4e régiment suisse est un régiment suisse au service de l'armée française du Premier Empire.

## Création et différentes dénominations
- Le 4e régiment suisse est formé par décret du 15 octobre 1806.
- Le 4e régiment suisse est dissous en 1814.
- Reformé par décret d'avril 1815 lors des Cent-Jours sous le nom de 2e régiment Étranger également appelé bataillon Stoffel
- Le 2e régiment Étranger est licencié en octobre 1815.

## Chefs de corps
- 1806 : François Dominique Perrier
- 1810 : Charles Philippe d'Affry

## Historique
Le 4e régiment est formé par décret 15 octobre 1806.

Après avoir combattu, en 1807, aux batailles d'Heilsberg  et de Friedland le 4e régiment suisse rejoint la France où il est affecté au corps d'observation de la Gironde en août 1807. Les 1er et 2e bataillons sont envoyés au Portugal et combattent à Lisbonne, Alcolea, Obidos, Roliça et Vimeiro tandis que le 3e, affecté au corps de Dupont, est fait prisonnier à la bataille de Baylen. Lors de cette bataille, les Suisses de l'Empire (pantalon blanc, veste rouge) combattirent les Suisses du camp espagnol (pantalon blanc, veste bleue)
 
À la fin de 1808, les débris du 2e bataillon sont reversés au 1er et le régiment, lors de cette campagne combat à Chaves, Tuy et Porto.

En 1810, le régiment, qui est renforcé par l'arrivée du 4e bataillon, jusque-là affecté à la garnison de Belle-Île-en-Mer, combat dans la péninsule Ibérique à Valladolid puis en 1811 à Magas et en 1812 à Zoa et Llanguez.

En juin 1812, il participe à la campagne de Russie, au sein du 2e corps de la Grande Armée sous le Maréchal Oudinot, et s'illustre aux batailles de Polotsk, de la Bérézina, de Borisow, de Cedano, de Wilna et de Kowno.

En 1813, il est à Delfzijl et en 1814 il est à Besançon et est dissous lors de la première Restauration.

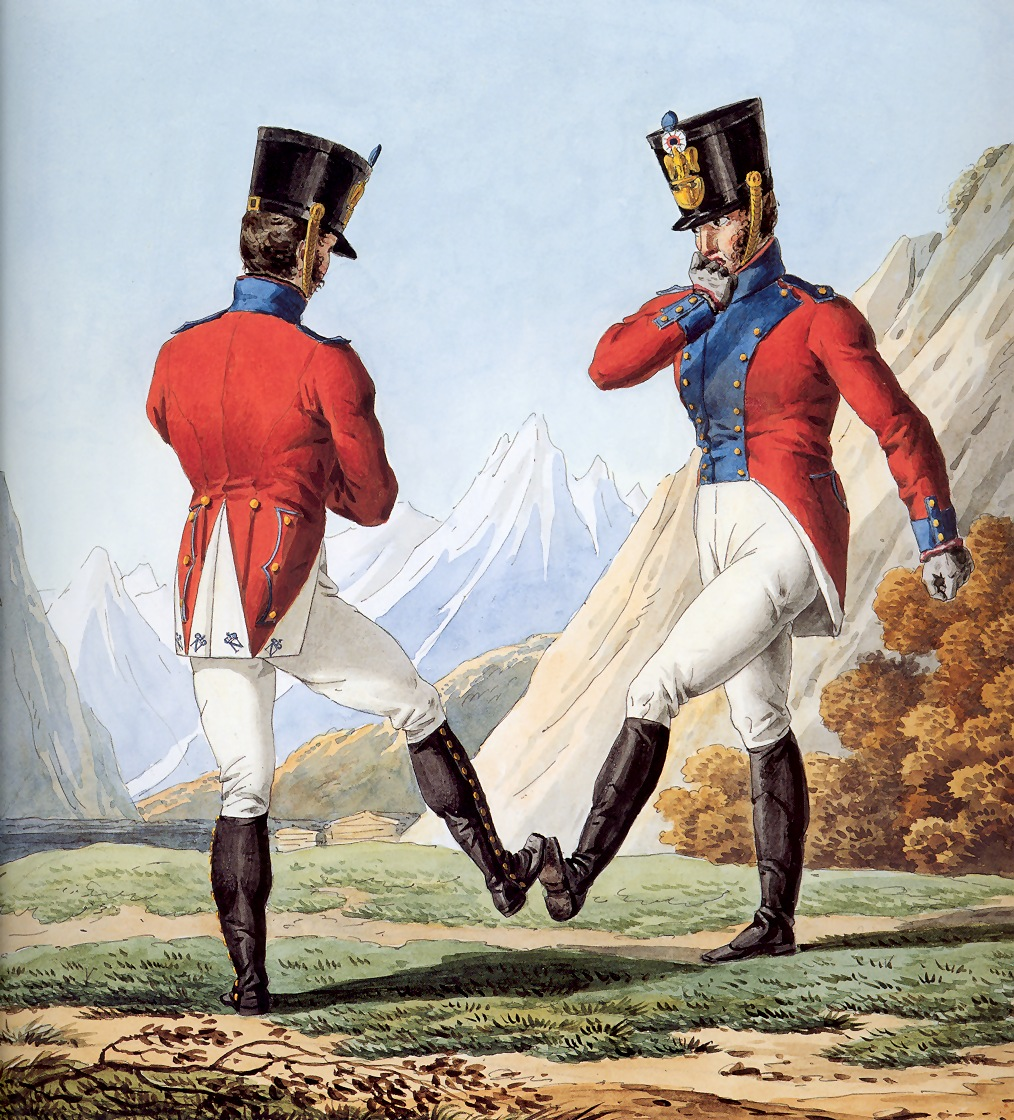
Soldats du 4e régiment suisse par Carle Vernet

Lors des Cent-Jours, le colonel Charles Philippe d'Affry ayant prêté serment de fidélité au roi ne rejoint pas les troupes napoléoniennes et le 4e suisse se trouve caserné rue Verte à Paris.
Par décrets en date des 11 et 15 avril et du 20 mai 1815, Napoléon organise 8 régiments étrangers :
- Le 1er régiment composé de déserteurs Piémontais et Italiens,
- Le 2e régiment étranger composé des Suisses,
- Le 3e régiment étranger composé des Polonais
- Le 4e régiment étranger composé d'Allemands
- Le 5e régiment étranger composé de Belges
- Le 6e régiment étranger composé d'Espagnols et de Portugais
- Le 7e régiment étranger composé d'Irlandais
- Le 8e régiment étranger composé d'Italiens

C'est ainsi que, sous le commandement d'Augustin Stoffel, un certain nombre des soldats suisses sont débauchés pour organiser le 2e régiment étranger composé d'un bataillon de 419 hommes et d'un second de 42 hommes,. 
Ce bataillon qui est affecté à l'armée du Nord, à la 10e division d'infanterie du IIIe corps du général Vandamme prend part à la campagne de Belgique et à la Bataille de Wavre où il est décimé lors des combats pour le pont du Christ. En Belgique le régiment est fort d'un bataillon de 407 dont 386 hommes de troupes et 21 officiers.

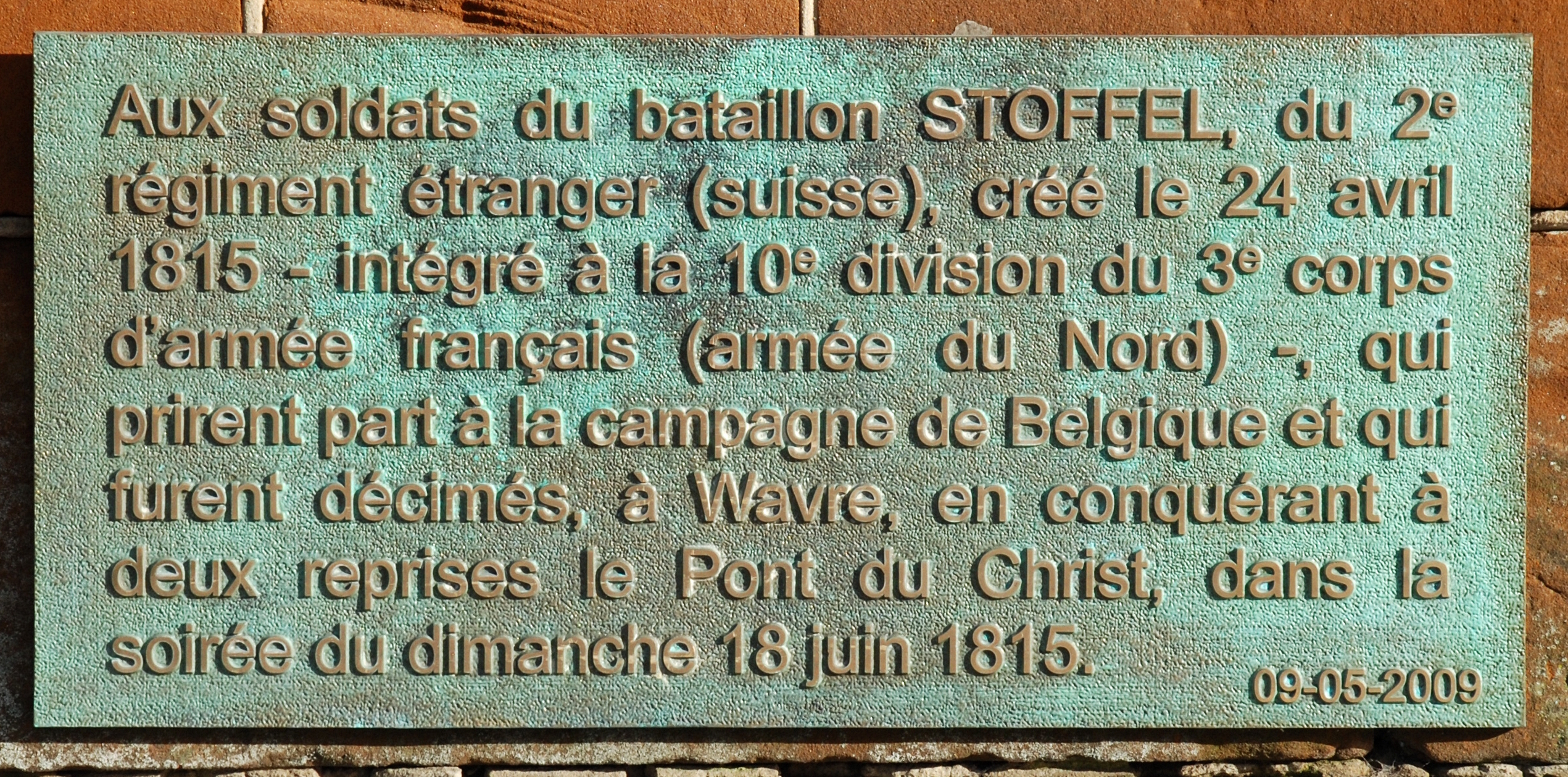
Plaque aux soldats du bataillon Stoffel

## Personnalités
- Christoph Anton Jacob Stoffel
- Augustin Eugen Stoffel

### François Dominique Perrier
François Dominique Perrier né le 3 mars 1746 à Estavayer-le-Lac, en Suisse, et mort le 3 mai 1820 dans cette même ville, entre dans la carrière militaire, au service de la France, en janvier 1765 en tant que cadet au régiment de Diesbach.
Nommé quartier-maître en 1782, il est promu capitaine et reçoit la croix de Chevalier de l'Ordre de Saint- Louis en 1791 et lors de réorganisation des corps d'infanterie français son régiment devient le 85e régiment d'infanterie de ligne. Son régiment est envoyé à Lille, et par comme tous les régiments suisses, le 85e régiment est licencié.

Il prend alors le commandement des troupes licenciées, originaires du canton de Fribourg, jusqu'au 1er juillet 1797, en restant au service de la France. Lorsque les troupes françaises entrent en Helvétie, le 13 février 1798, il est promu chef de brigade de la 1re demi-brigade suisse et prend part aux campagnes de 1798 et 1799 dans l'armée d'Helvétie sous le commandement du général Masséna puis il passe, en 1800, à l'armée d'Italie sous le commandement des généraux Jean Victor Marie Moreau et Pierre Augereau.

Le 12 septembre 1806, il est nommé colonel du 4e régiment d'infanterie suisse. Il prend sa retraite le 20 mars 1810, il a 64 ans, et reçoit la croix de chevalier de la légion d'Honneur le 10 septembre de la même année.

Le 19 novembre 1814, il reçoit la croix de chevalier de l'Ordre de la Lys.
 
Il décède le 3 mai 1820 à Estavayer-le-Lac, en Suisse.